# Ивет Анави
Ивет Анави е българска писателка от еврейски произход.

## Биография и творчество
Родена е на 26 декември 1919 г. в Пловдив, в семейството на Елиезер Калев и дъшерята Хаим Адроке – Фортюне. През 1943 г. завършва романска филология в Софийския университет. Работи в Народна библиотека „Иван Вазов“ – Пловдив и НИИ „Марица“ – Пловдив.
През 1960 г. завършва задочно висше библиотечно образование. Владее няколко чужди езика.
Омъжена за Леон Анави, който почива през 1978 г. Има двама сина - научни работници - и четирима внуци.
Автор е на книги за историята, обичаите, кухнята, културата и живота на сефарадските евреи. През 2011 г. е удостоена с наградата „Шофар“ за утвърждаване на еврейската култура и ценности.
Ивет Анави почива след усложнения от COVID-19 на 20 декември 2020 г. в Пловдив.

## Произведения
- „Типични еврейско-испански ястия“ (1994 г., 2001 г., 2020 г.), преведена на английски като „Sephardic Cuisine“ (Калифорния, САЩ, 2000 г.)
- „Ръководство по еврейско-испански“ (2007 г.)
- „Извадени от забравата. Пловдивски медици евреи 1876 – 1941“ (2009 г.)
- „Съмна се. Сефарадската жива памет. Из еврейско-испанския фолклор“ (2010 г.)
- „Озарени еврейски жени“ (2013 г.)
- „Носталгично – традиции на пловдивските евреи в миналото“(2015 г.)
- „Кладенец с игла не се копае“ (2017 г.)
- „Разпиляна броеница. Еврейски следи по пловдивските улици“ (2019 г.)